# Łośnice
Łośnice – dzielnica miasta Zawiercie.
Pierwsze wzmianki na temat Łośnic (w formie Losznycze) pojawiły się w księdze Liber beneficiorum dioecesis Cracoviensis Jana Długosza, datowane na lata 1470–1480, obok innych dzielnic miasta – Kromołów (Cromolow), Żerkowice (Zirkowycze), Bzów (Bzow), Karlin (Carlyn) oraz Blanowice (Bylanowycze).
Łośnice wchodziły w skład Zawiercia w momencie uzyskania przez nie praw miejskich 1 lipca 1915 roku jako jedno z sołectw. Ponownie przyłączone do Zawiercia w 1965 roku wraz z Blanowicami i Marciszowem.

## Położenie na mapie miasta
To dzielnica położona na tzw. Górze Łośnickiej w bliskim sąsiedztwie huty CMC Zawiercie. Na jej terenie znajdują się także zbiorniki wody pitnej dla Zawiercia.

## Komunikacja
Przez Łośnice przebiega droga powiatowa 1726S w przebiegu ulicy Łośnickiej. Kursują po niej także dwie linie autobusowe ZKM Zawiercie (5,8)

## Legenda o powstaniu nazwy Łośnice
Według legendy nazwa Łośnic pochodzi od historii, która wydarzyła się wiele wieków wcześniej. Tereny obecnych Łośnic były mokradłami porośniętymi lasem, przez który przebiegała droga pomiędzy Kromołowem i Zawierciem. Jeden z władców podróżował tą drogą karetą, gdy nagle przed końmi przebiegły łosie, co je spłoszyło. Ostatecznie doprowadziło to także do zerwania części dyszla, która pozwalała ciągnąć karetę. W staropolskim języku ta część nazywała się śnice. Spłoszone konie pogalopowały przed siebie, ciągnąć jeszcze kilka metrów karetę, która ostatecznie zjechała z traktu i ugrzęzła w bagnie. Służba władcy nie mogła sobie dać rady z wyciągnięciem karety z błota i postanowiła poszukać okolicznych chłopów, którzy by jej w tym pomogli. Tak się też stało. Władca nie tylko sowicie nagrodził chłopów za pomoc, ale także ku pamięci potomnych postanowił nazwać najbliższą osadę Łośnice.